# Список призёров Олимпийских игр по бейсболу
Полный список олимпийских медалистов по бейсболу с 1992 по 2008 годы:
|                 | Золото | Серебро | Бронза |
| 1992, Барселона | Куба: · Омар Ахете · Роландо Аррохо · Хосе Рауль Дельгадо Диес · Гиорхе Диас Лорен · Хосе Антонио Эстрада · Освальдо Фернандес Родригес · Лурдес Дельгадо · Орландо Эрнандес Педросо · Альберто Эрнандес · Орестес Кинделан · Омар Линарес · Херман Меса Фреснеда · Виктор Меса Мартинес · Антонио Пачеко Массо · Хуан Падилья · Хуан Карлос Перес Рондон · Луис Уласия · Эрмидельо Уррутия Кирога · Хорхе Луис Вальдес Берриэль · Ласаро Варгас                                                                            | Китайская Республика: · Чжан Чэнсянь · Чан Вэньцзун · Чжан Яотэн · Чэнь Чжисинь · Чэнь Вэйчэн · Цзян Тайцюань · Хуан Чжунъи · Хуан Вэньбо · Чжун Юйчжэн · Гу Гоцянь · Го-Ли Цзяньфу · Ляо Миньсюн · Линь Чаохуан · Линь Куньхань · Ло Чэньжун · Ло Гочжун · Бай Куньхун · Цай Минхун · Ван Куанси · У Сысянь | Япония: · Томохито Ито · Синъитиро Кавабата · Масахито Кохияма · Хиротами Кодзима · Хироки Кокубо · Такаси Мива · Хироси Накамото · Масафуми Ниси · Кацутака Нисияма · Коити Осима · Хироюки Сакагути · Синъити Сато · Ясухиро Сато · Масанори Сугира · Кэнто Сугияма · Ясунори Таками · Акихиро Того · Кодзи Токунага · Сигэки Вакабаяси · Кацуми Ватанабэ                                                          |
| 1996, Атланта   | Куба: · Омар Ахете · Мигель Кальдес · Хосе Контрерас · Хосе Антонио Эстрада · Хорхе Фумеро · Альберто Эрнандес · Рей Исаак · Орестес Кинделан · Педро Луис Ласо · Омар Линарес · Омар Луис · Хуан Манрике · Эльесер Монтес де Ока · Антонио Пачеко Массо · Хуан Падилья · Эдуардо Парет · Ормари Ромеро · Антонио Скуль · Луис Уласия · Ласаро Варгас | Япония: · Косукэ Фукудомэ · Тадахито Игути · Макото Имаока · Такэо Кавамура · Дзютаро Кимура · Такаси Куросу · Такао Кувамото · Нобухико Мацунака · Коити Мисава · Масахико Мори · Масао Моринака · Дайсин Накамура · Масахиро Нодзима · Хидэаки Окубо · Хитоси Оно · Ясуюки Сайго · Томоаки Сато · Масанори Сугиура · Такаюки Такабаяси · Ёситомо Тани                                                                                | США: · Чад Аллен · Крис Бенсон · Р. А. Дики · Трой Глаус · Чад Грин · Сет Грайзингер · Кип Харкридер · А. Д. Хинч · Жак Джонс · Билли Кох · Марк Котсей · Мэтт Лекрой · Трэвис Ли · Браден Лупер · Брайан Лойд · Уоррен Моррис · Оги Охеда · Джим Парк · Джефф Уивер · Джейсон Уильямс |
| 2000, Сидней    | США: · Брент Эйбрнети · Курт Эйнсуорт · Пэт Бордерс · Шон Берроуз · Джон Коттон · Трэвис Доукинс · Адам Эверетт · Райан Фрэнклин · Крис Джордж · Шэйн Химс · Маркус Йенсен · Майк Кинкейд · Рик Кривда · Даг Минткевич · Майк Нейлл · Рой Освальт · Джон Рауч · Энтони Сандерс · Бобби Сэй · Бен Шитс · Брэд Уилкерсон · Тодд Уильямс · Эрни Янг · Тим Янг | Куба: · Омар Ахете · Йовани Арагон · Мигель Кальдес · Данел Кастро · Хосе Контрерас · Йобаль Дуенас · Яссер Гомес · Хосе Ибар · Орестес Кинделан · Педро Луис Ласо · Омар Линарес · Оскар Масияс · Хуан Манрике · Хавьер Мендес · Роландо Мерино · Херман Меса Фреснеда · Антонио Пачеко Массо · Ариэль Пестано Вальдес · Габриэль Пьер · Маэльс Родригес · Антонио Скуль · Луис Уласия · Ласаро Валле · Норхе Луис Вера               | Республика Корея: · Чан Сон Хо · Чон Тэ Хён · Чон Мин Тэ · Чон Су Кын · Хон Сон Хон · Чин Пиль Джон · Ким Дон Джу · Ким Хан Су · Ким Ки Тэ · Ким Су Кён · Ким Тэ Гён · Ку Тэ Сон · Ли Бён Гю · Ли Сын Хо · Лы Сын Юп · Лим Чан Йон · Лим Сон Дон · Пак Чэ Хон · Пак Чин Ман · Пак Чон Хо · Пак Кён Он · Пак Сон Чин · Сон Мин Хан · Сон Чин У                                                                        |
| 2004, Афины     | Куба: · Дэнни Бетанкурт Чакон · Луис Боррото Хименес · Фредерик Сепеда Крус · Йорельвис Чарльс Мартинес · Михель Энрикес Тамайо · Норберто Гонсалес Миранда · Юлиески Гоурриель Кастильо · Педро Луис Ласо Иглесиас · Роджер Мачадо Моралес · Хондер Мартинес · Фрэнк Монтье · Висьохандри Оделин · Адьель Пальма · Эдуардо Парет · Ариэль Пестано · Алексей Рамирес · Эриэль Санчес · Антонио Скуль Эрнандес · Карлос Табарес Падилья · Йоандри Урхельес · Османи Уррутиа · Мануэль Альберто Вега Тамайо · Норхе Луис Вера | Австралия: · Крэг Андерсон · Томас Брайс · Эдриан Бёрнсайд · Гэвин Финглсон · Пол Гонзалес · Ник Кимптон · Брендан Кингмэн · Крэг Льюис · Грэм Ллойд · Дэйв Нильссон · Трент Ольтжен · Уэйн Аф · Крис Окспринг · Бретт Ронеберг · Райан Рауленд Смит · Джон Стивенс · Фил Стокмен · Бретт Тамбуррино · Ричард Томпсон · Эндрю Аттинг · Родни Ван Бизен · Бен Уигмор · Гленн Уильямс · Джеффри Уильямс                                  | Япония: · Риодзи Айкава · Юя Андо · Ацуси Фудзимото · Косукэ Фукудомэ · Хироси Иси · Хисаси Ивакума · Хитоки Ивасэ · Кэндзи Ёдзима · Макото Канэко · Такуя Кимура · Масахидэ Кобаяси · Хироки Курода · Дайсукэ Мацудзака · Дайсукэ Миура · Синъя Миямото · Арихито Мурамацу · Норихиро Накамура · Митихиро Огасавара · Наоюки Симидзу · Ёсинобу Таканаси · Ёситомо Тани · Кодзи Уэхара · Кадзухиро Вада · Цуёси Вада |
| 2008, Пекин     | Республика Корея: · Хён-Чин Рю · Ги-Чу Хан · Чин-Ман Пак · Хёк Гвон · Тхэк-Кён Ли · Тхэ-Хо Ли · Сын-Хван О · Джон-Кён Бон · Ён-Мин Ко · Джон-ук Ли · Кён-У Джон · Мин-Джэ Ким · Каб-Ён Чжин · Чжин-Ён Ли · Вон-Сам Чжан · Сын-Чжун Сон · Гван-Хён Ким · Ён-Гю Ли · Дон-Чу Ким · Мин-Хо Ган · Хён-Су Ким · Сын-Ёп Ли · Тхэ-Хён Чжон · Сук-Мин Юн | Куба: · Ариэль Пестано · Йоандри Урхельес · Альфредо Деспайгне · Луис Родригес · Алексей Бель · Ядьер Педросо · Хондер Мартинес · Адиэль Пальма · Луис Навас · Джорвис Дуверхель · Александер Маета · Эриэль Санчес · Роландо Мериньо · Эктор Оливера · Мичел Энрикес · Юлиэски Гурриэль · Висьохандри Оделин · Педро Луис Ласо · Эдуардо Парет · Норберто Гонсалес · Норхе Луис Вера · Фредерих Сепеда · Элиер Санчес · Мигель Ла Эра | США: · Бретт Андерсон · Блейн Нил · Мэттью Браун · Нейт Ширхольц · Джереми Каммингс · Майкл Коплав · Терри Тиффи · Кевин Джепсен · Брайан Дюнсинг · Декстер Фаулер · Брэндон Найт · Майк Хессман · Кейси Уэзерс · Джейсон Дональд · Джейсон Никс · Тейлор Тигарден · Стивен Страсбург · Джейк Аррьета · Лу Марсон · Мэтт ЛаПорта · Тревор Кэхилл · Брайан Барден · Джон Голл · Джефф Стивенс                         |